# Weil ich hier arbeite
Weil ich hier arbeite ist ein Kurzdokumentarfilm von Julia Kunert von 1977 über Arbeiter im Stahl- und Walzwerk Hennigsdorf.

## Inhalt
Der Film begleitet eine Schmelzerbrigade bei ihrer täglichen schweren körperlichen Arbeit in Hitze, Lärm und Staub. Die Männer erzählen von ihren Vorstellungen und Wünschen, und von Verbesserungsvorschlägen, die meist abgelehnt werden, weil dadurch der Produktionsablauf zeitweise unterbrochen werden müsste, was die täglichen Planerfüllungsziele nicht zulassen …

## Hintergründe
Weil ich hier arbeite war der Diplomfilm von Julia Kunert an der Hochschule für Film und Fernsehen in Potsdam-Babelsberg, die als Kamerastudentin angefangen hatte und später die einzige Kamerafrau bei der DEFA wurde.
Er wurde zuerst am 3. Januar 1977 im DDR-Fernsehen gezeigt und danach am 3. Februar 1978 beim Internationalen Forum des jungen Films auf der Berlinale, zusammen mit drei weiteren Babelsberger Studentenfilmen.